# Death Stranding 2: On the Beach
Death Stranding 2: On the Beach é um jogo de ação desenvolvido pela Kojima Productions e publicado pela Sony Interactive Entertainment. É a sequência de Death Stranding e foi escrito, produzido e dirigido por Hideo Kojima. É também o segundo jogo da Kojima Productions como entidade independente e a segunda colaboração do estúdio com a SIE. O título contará com os personagens centrais do jogo anterior, Sam Porter Bridges, Fragile e Higgs, reprisados pelos atores Norman Reedus, Léa Seydoux e Troy Baker, respectivamente. Eles são acompanhados por personagens adicionais interpretados por Elle Fanning e Shioli Kutsuna. O jogo apresenta imagens do cocriador de Mad Max, George Miller, e do diretor de cinema turco Fatih Akin.
Kojima começou a escrever uma sequência para o jogo algum tempo antes de 2020, mas retrabalhou sua narrativa do zero para refletir o impacto da pandemia da COVID-19 na população mundial. Quando a história foi concluída, indícios de que Death Stranding lançaria uma nova franquia para a Kojima Productions foram insinuados, antes que uma sequência fosse confirmada como em desenvolvimento em maio de 2022 pelo próprio Reedus. O jogo foi anunciado oficialmente em dezembro de 2022, juntamente com a confirmação do envolvimento dos novos membros do elenco.
Death Stranding 2: On the Beach foi lançado para PlayStation 5 26 de junho de 2025.

## Desenvolvimento
Em março de 2020, Norman Reedus, que interpretou o principal protagonista jogável do jogo, Sam Porter Bridges, aludiu à possibilidade de colaboração contínua com Hideo Kojima, que escreveu, dirigiu, produziu e projetou principalmente o jogo para mais conteúdo relacionado a Death Stranding.
Uma sequência foi revelada pela primeira vez em desenvolvimento em maio de 2022, quando Reedus participou de uma entrevista com o site Leo Edit para discutir seu trabalho no jogo. Em resposta, Kojima postou uma série de fotos no Twitter, retratando-o descaradamente punindo de forma irônica Reedus por confirmar a existência do jogo. Em outubro, após uma série de provocações feitas por Kojima nas redes sociais, Elle Fanning foi anunciada como escalada para um próximo jogo da Kojima Productions.
O jogo foi oficialmente revelado por Kojima durante o The Game Awards 2022 em dezembro. Kojima compartilhou que havia escrito a história original do jogo em algum momento antes de 2020, mas decidiu retrabalhar a narrativa quando se deparou com novos conceitos de história que refletiam o impacto da pandemia da COVID-19 no resto do mundo. O trailer também confirmou que Léa Seydoux e Troy Baker reprisariam seus papéis como Fragile e Higgs do primeiro jogo, e que Fanning apareceria em um papel não revelado. Shioli Kutsuna também foi anunciada como parte do elenco. O artista e designer mecânico Yoji Shinkawa e o compositor Ludvig Forsell também foram confirmados para reprisar suas respectivas funções do primeiro jogo.
Em 31 de dezembro de 2023, Kojima explicou que o jogo está em desenvolvimento com trabalho de ADR, com diálogos de áudio em japonês programados para serem gravados em breve.
Durante o State of Play da PlayStation em 31 de janeiro de 2024, Kojima revelou em um trailer de 10 minutos trazendo novas informações sobre o jogo, como o personagem de Fanning, participações especiais de (George Miller/Marty Rhone), e (Fatih Akin/Jonathan Roumie ), e nova jogabilidade. As filmagens e a captura de movimento foram concluídas em maio de 2024, com Kojima acrescentando que o jogo estava em uma "fase de ajuste" que levará cerca de um ano para ser concluída.

## Lançamento
Death Stranding 2: On the Beach estava previsto para ser lançado para PlayStation 5 em 2025.